# Stemmi nazionali
Il seguente è un elenco degli stemmi nazionali degli Stati indipendenti.

## A

Emblema dell'Afghanistan
Stemma dell'Albania
Emblema dell'Algeria
Stemma di Andorra
Emblema dell'Angola
Stemma di Antigua e Barbuda
Emblema dell'Arabia Saudita
Stemma dell'Argentina
Stemma dell'Armenia
Stemma dell'Australia
Stemma dell'Austria
Stemma dell'Azerbaigian

## B

Stemma delle Bahamas
Stemma del Bahrein
Emblema del Bangladesh
Stemma di Barbados
Stemma del Belgio
Stemma del Belize
Stemma del Benin
Stemma del Bhutan
Emblema della Bielorussia
Stemma della Birmania
Stemma della Bolivia
Stemma della Bosnia ed Erzegovina
Stemma del Botswana
Stemma del Brasile
Emblema del Brunei
Stemma della Bulgaria
Stemma del Burkina Faso
Stemma del Burundi

## C

Stemma della Cambogia
Stemma del Camerun
Stemma del Canada
Emblema di Capo Verde
Stemma del Ciad
Stemma del Cile
Stemma della Repubblica Popolare Cinese
Stemma di Cipro
Stemma della Colombia
Emblema delle Comore
Stemma della Repubblica del Congo
Emblema della Repubblica Democratica del Congo
Emblema della Corea del Nord
Emblema della Corea del Sud
Stemma della Costa d'Avorio
Stemma della Costa Rica
Stemma della Croazia
Stemma di Cuba

## D

Stemma della Danimarca
Stemma della Dominica

## E

Stemma dell'Ecuador
Stemma dell'Egitto
Stemma di El Salvador
Stemma degli Emirati Arabi Uniti
Emblema dell'Eritrea
Stemma dell'Estonia
Stemma dell'eSwatini
Emblema dell'Etiopia

## F

Stemma delle Figi
Stemma delle Filippine
Stemma della Finlandia
Stemma della Francia Non ufficiale

## G

Stemma del Gabon
Stemma del Gambia
Stemma della Georgia
Stemma della Germania
Stemma del Ghana
Stemma della Giamaica
Emblema del Giappone
Stemma di Gibuti
Stemma della Giordania
Stemma della Grecia
Stemma di Grenada
Emblema del Guatemala
Stemma della Guinea
Emblema della Guinea-Bissau
Stemma della Guinea Equatoriale
Stemma della Guyana

## H

Stemma di Haiti
Stemma dell'Honduras

## I

Emblema dell'India
Stemma dell'Indonesia
Emblema dell'Iran
Stemma dell'Iraq
Stemma dell'Irlanda
Stemma dell'Islanda
Sigillo delle Isole Marshall
Stemma delle Isole Salomone
Stemma di Israele
Emblema della Repubblica Italiana

## K

Emblema del Kazakistan
Stemma del Kenya
Emblema del Kirghizistan
Stemma delle Kiribati
Stemma del Kuwait

## L

Emblema del Laos
Stemma della Lettonia
Stemma del Lesotho
Stemma del Libano
Stemma della Liberia
Stemma della Libia
Stemma del Liechtenstein
Stemma della Lituania
Stemma del Lussemburgo

## M

Emblema della Macedonia del Nord
Emblema del Madagascar
Stemma del Malawi
Emblema delle Maldive
Stemma del Mali
Stemma di Malta
Stemma del Marocco
Sigillo della Mauritania
Stemma di Mauritius
Stemma del Messico
Sigillo degli Stati Federati di Micronesia
Stemma della Moldavia
Stemma del Principato di Monaco
Emblema della Mongolia
Stemma del Montenegro
Emblema del Mozambico

## N

Stemma della Namibia
Stemma di Nauru
Emblema del Nepal
Stemma del Nicaragua
Stemma del Niger
Stemma della Nigeria
Stemma della Norvegia
Stemma della Nuova Zelanda

## O

Emblema dell'Oman

## P

Stemma dei Paesi Bassi
Stemma del Pakistan
Sigillo di Palau
Stemma di Panama
Emblema della Papua Nuova Guinea
Emblema del Paraguay
Stemma del Perù
Stemma della Polonia
Stemma del Portogallo

## Q

Emblema del Qatar

## R

Stemma reale del Regno Unito
Stemma della Repubblica Ceca
Stemma della Repubblica Centrafricana
Stemma della Repubblica Dominicana
Stemma della Romania
Emblema del Ruanda
Stemma della Russia

## S

Stemma di Saint Kitts e Nevis
Stemma di Saint Vincent e Grenadine
Stemma di Samoa
Stemma di San Marino
Stemma di Saint Lucia
Stemma di São Tomé e Príncipe
Stemma del Senegal
Stemma della Serbia
Stemma delle Seychelles
Stemma della Sierra Leone
Stemma di Singapore
Emblema della Siria
Stemma della Slovacchia
Stemma della Slovenia
Stemma della Somalia
Stemma della Spagna
Emblema dello Sri Lanka
Stemma degli Stati Uniti d'America
Stemma del Sudafrica
Stemma del Sudan
Stemma del Sudan del Sud
Stemma del Suriname
Stemma della Svezia
Stemma della Svizzera

## T

Emblema del Tagikistan
Stemma della Tanzania
Emblema della Thailandia
Stemma di Timor Est
Stemma del Togo
Stemma delle Tonga
Stemma di Trinidad e Tobago
Stemma della Tunisia
Emblema della Turchia
Stemma del Turkmenistan
Stemma di Tuvalu

## U

Stemma dell'Ucraina
Stemma dell'Uganda
Stemma dell'Ungheria
Stemma dell'Uruguay
Emblema dell'Uzbekistan

## V

Emblema di Vanuatu
Stemma della Città del Vaticano
Stemma del Venezuela
Emblema del Vietnam

## Y

Stemma dello Yemen

## Z

Stemma dello Zambia
Stemma dello Zimbabwe

## Stati parzialmente riconosciuti

Stemma dell'Abcasia
Stemma di Cipro del Nord
Stemma del Kosovo
Stemma dell'Ossezia del Sud
Stemma della Palestina
Emblema della Repubblica Democratica Araba dei Sahrawi
Stemma del Somaliland
Emblema di Taiwan
Emblema della Transnistria